# Constanța
Constanța (phát âm tiếng Romania: [konˈstant͡sa]; tên lịch sử: Tomis, tiếng Hy Lạp: Κωνστάντια, Konstantia, tiếng Thổ Nhĩ Kỳ: Köstence, tiếng Bulgaria: Кюстенджа, Kyustendzha, hay Констанца, Konstantsa) là một thành phố România. Thành phố là thủ phủ của hạt Constanţa. Đây là thành phố lớn thứ 5 quốc gia này. Thành phố Constanţa có dân số 310.471 người (theo điều tra dân số năm 2002), diện tích 124,89  km². Thành phố có độ cao 25 mét trên mực nước biển. Đây là một trong những thành phố cổ nhất Rumani, thành lập vào năm 600 trước Công nguyên. Thành phố tọa lạc ở vùng Dobruja của Rumani, bên bờ Biển Đen. Vùng đô thị Constanţa được thành lập năm 2007 gồm 14 địa phương có cự ly tối đa 30 km (19 mi) so với thành phố, có dân số 446.595 người là vùng đô thị lớn thứ nhì Romania, sau Bucharest.
Cảng Constanța có diện tích 39,26 km2 (15,16 dặm vuông Anh) và chiều dài khoảng 30 km (19 mi). Đây là cảng lớn nhất trên Biển Đen và là một trong những cảng lớn nhất châu Âu.